# AHTS

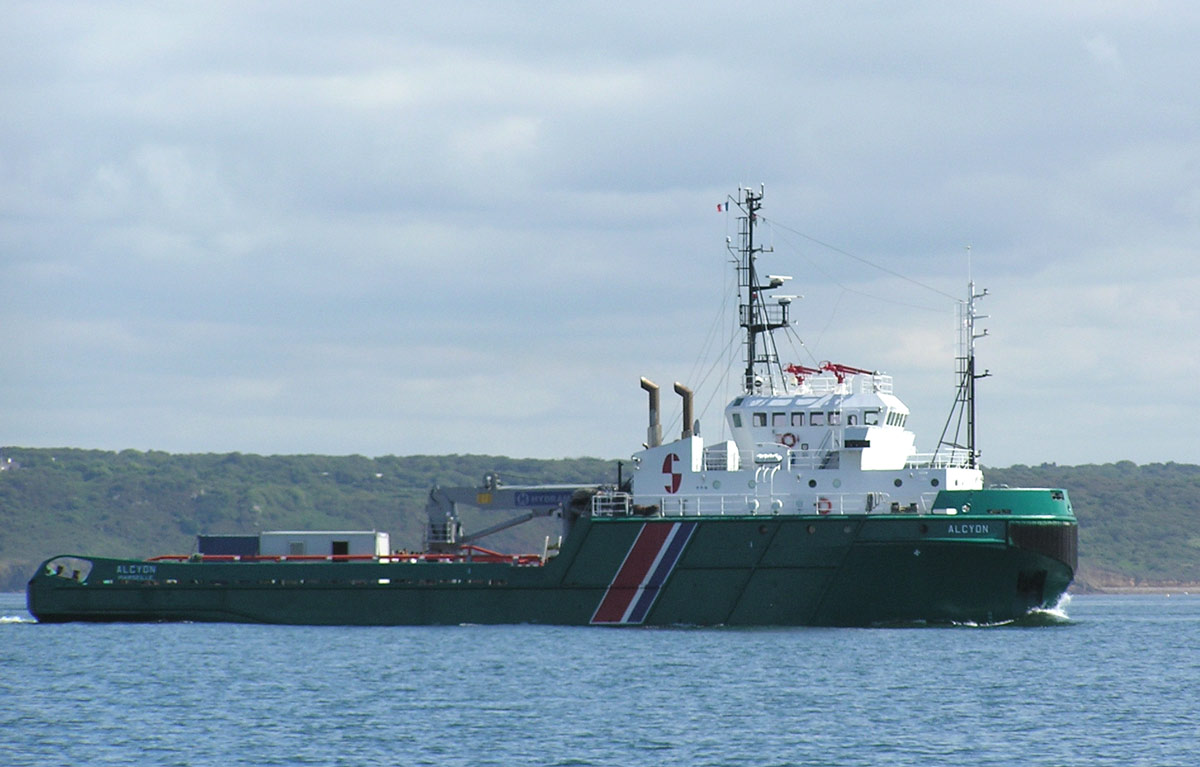
ALCYON na redzie Brestu

AHTS (ang. Anchor Handling Tug / Supply vessel) – statek do pracy przy instalacjach offshore polegającej na obsłudze ich kotwic oraz dostarczaniu zaopatrzenia. Jeden z typów holownika.

## Obsługa kotwic
(brak dobrego polskiego terminu na tę czynność, ang Anchor Handling)
Niektóre obiekty do eksploatacji zasobów podmorskich, aby utrzymywać się w określonym miejscu, używają kotwic. Ponieważ nie mogą umieścić kilku (4-12) kotwic precyzyjnie (często wymagana jest dokładność rzędu kilku metrów), do tego celu wykorzystuje się holowniki AHT.
Holownik taki wyposażony jest z reguły w dwie główne windy (wciągarki) – holowniczą i roboczą oraz kilka mniejszych wind i kabestanów pomocniczych.
W ogólnym zarysie praca polega na podniesieniu kotwicy z miejsca, gdzie dotychczas leżała (na dnie lub w odpowiednich zamocowaniach na obiekcie) i przejściu z nią do miejsca, gdzie ma być rzucona według opracowanego planu, a następnie położeniu (rzuceniu) jej na dno.
Istnieją dwie zasadnicze metody operowania kotwicą. W jednej z nich do kotwicy jest na stałe przymocowana lina o grubości zależnej od wagi kotwicy i długości zależnej od głębokości wody w miejscu pracy. Wolny koniec liny jest utrzymywany na powierzchni za pomocą odpowiedniej boi. Do powierzchniowego końca dołącza się linę roboczą holownika.
Drugi sposób polega na użyciu Permanent Chain Chaser (brak polskiej nazwy). Jest to rodzaj kołnierza, obręczy, ślizgających się po linie lub łańcuchu kotwicznym, łączącym kotwicę z obiektem. PCC jest łączony z liną roboczą holownika i przeciągany do kotwicy.

## Zaopatrzenie

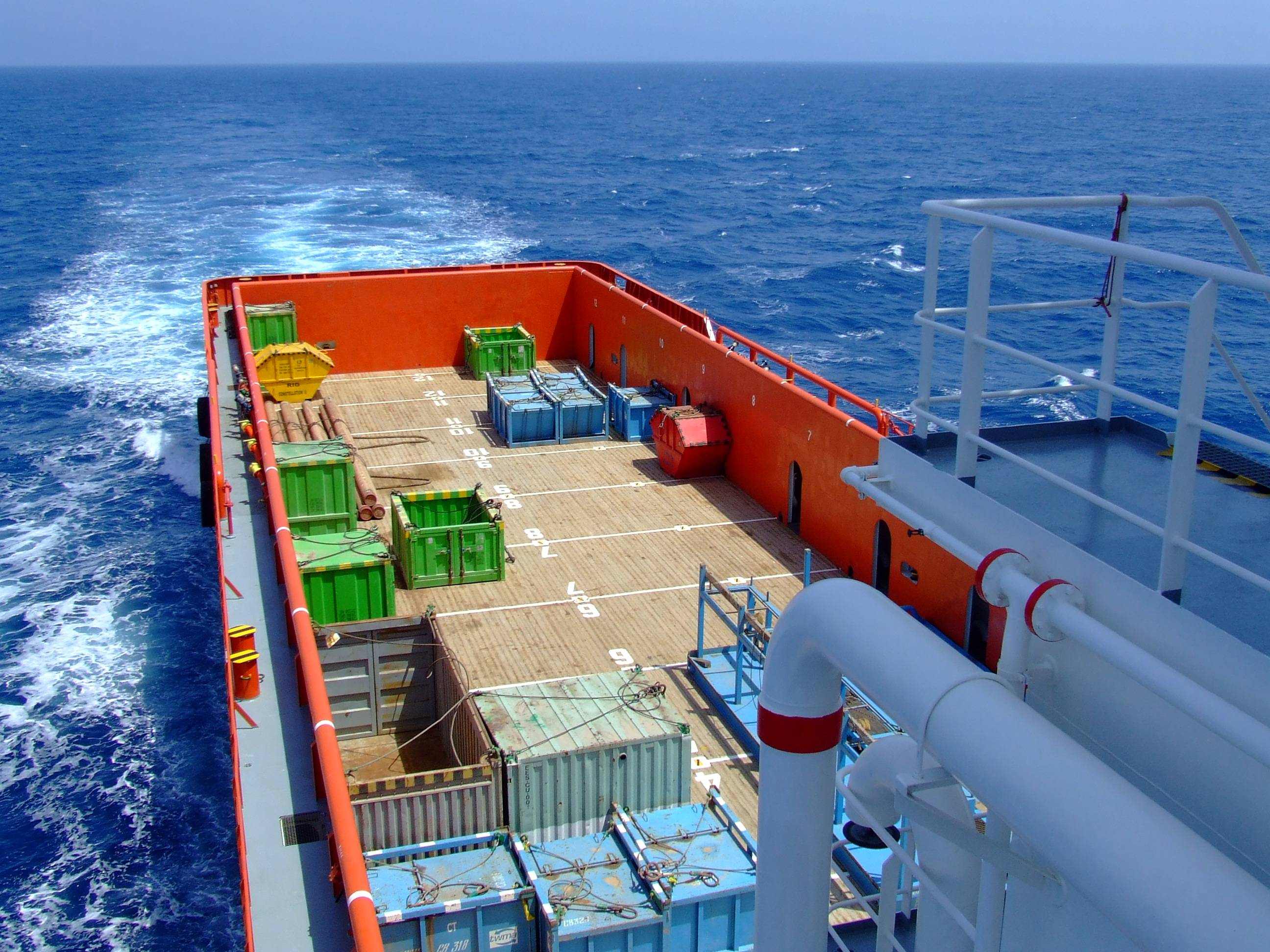
Zaopatrzenie na pokładzie statku zaopatrzeniowego

Jeżeli holownik jest zaprojektowany do pełnienia również roli statku zaopatrującego platformy, ma wbudowane odpowiednie zbiorniki na materiały transportowane z bazy na platformy (paliwo, woda, płyny technologiczne, cement, bentonit). Część zaopatrzenia jest transportowana na przystosowanym pokładzie w odpowiednich koszach lub kontenerach.